# MPlayer
Ten artykuł dotyczy darmowego wolnodostępowego odtwarzacza multimedialnego. Artykuł na temat odtwarzacza firmy Microsoft, którego plik wykonywalny nazywa się mplayer2.exe, znajduje się pod hasłem Windows Media Player.
MPlayer – The Movie Player – dostępny na zasadach wolnego oprogramowania odtwarzacz multimedialny oraz związany z jego rozwojem projekt informatyczny. Powstał w 2000 roku, jako odtwarzacz filmów dla systemu operacyjnego Linux. Jego ogromna popularność oraz porty na kolejne platformy sprzętowe i systemy operacyjne spowodowały w 2004 roku zmianę nazwy z The Movie Player for Linux na The Movie Player. Oprócz programu mplayer, służącego do odtwarzania filmów, w skład projektu wchodzi również program mencoder, przeznaczony do konwersji formatów i tworzenia nowych filmów i animacji z pojedynczych klatek obrazu.

## Możliwości MPlayera
Program podzielono na kilka części, aby ułatwić implementację obsługi kolejnych formatów plików i strumieni.
Wyodrębniono m.in. warstwy:
- wejścia (np. plik, potok, sieć)
- kontenera (np. AVI, Ogg, rm)
- kodeków (np. DivX, XviD, MPEG-4, AC-3, MP3)
- filtrów (np. filtr rozmycia gaussowskiego, przycinanie i skalowanie filmu)
- sterowników wyjścia (np. Xv, X11, ALSA, OSS)

Warstwy kodeków, filtrów i sterowników są podzielono na osobne sekcje odpowiedzialne za obsługę audio i video. Posiada też bardzo rozbudowane możliwości w konwertowaniu plików i tworzeniu nowych animacji z pojedynczych klatek (służy do tego wchodzący w skład projektu program mencoder).

## Obsługiwane formaty
MPlayer jest uniwersalnym odtwarzaczem. Zawiera wiele kodeków A/V w swoim kodzie, może również korzystać z zewnętrznych bibliotek oraz ze specjalnie zmodyfikowanych wersji kodeków dla systemu Windows (pliki: *.dll, *.acm oraz *.ax). Te ostatnie przeznaczone są wyłącznie dla systemów z procesorami kompatybilnymi z Intel 80386 (x86), zatem chcąc z nich korzystać w systemie o architekturze 64-bitowej należy zastosować emulację trybu 32-bitowego.